# Избеглиштво и протеривање Немаца (1944–1950)
Током каснијих фаза Другог светског рата и послератног периода, Немци фолксдојчери су избегли и били су протерани из више источноевропских и централноевропских земаља, укључујући Чехословачку, као и из бивших немачких покрајина Доње и Горње Шлезије, Источне Пруске и источних делова Бранденбурга (Neumark) и Помераније (Hinterpommern), које су анектирали Пољска и Совјетски Савез.
Идеју да се Немци протерају са заузетих територија предложио је Винстон Черчил, у сарадњи са пољском и чехословачком владом у егзилу у Лондону, барем од од 1942. Томаш Арцишевски, пољски премијер у егзилу, подржавао је анексију немачке територије, али се противио идеји протеривања, желећи уместо тога да натурализује Немце као пољске грађане и да их асимилује. Јосиф Стаљин је, у договору са другим комунистичким вођама, планирао да протера све етничке Немце са источног дела Одре и из земаља које су од маја 1945. потпале под совјетске окупационе зоне. Током 1941. његова влада је већ пребацивала Немце са Крима у Централну Азију.
Између 1944. и 1948. милиони људи, укључујући етничке Немце (Volksdeutsche) и немачке држављане (Reichsdeutsche), су трајно или привремено пресељени из централне и источне Европе. До 1950. укупно око 12 милиона Немаца је пребегло или су протерани из источне и централне Европе у Немачку и Аустрију, које су окупирали савезници. Влада Западне Немачке је укупан број протераних Немаца проценила на 14,6 милиона, укључујући и милион етничких Немаца који су се населили на територијама које је нацистичка Немачка освојила током Другог светског рата, немачке мигранти у Немачкој после 1950. и децу протераних родитеља. Највећи део Немаца је потицао са простора бивших источних територија Немачке уступљених Народној Републици Пољској и Совјетском Савезу (око седам милиона), и из Чехословачке (око три милиона).
Области у којима су се одвијали ови процеси биле су бивше источне територије Немачке, које су припојиле Пољској, као и Совјетском Савезу, после рата и Немце који су живели у границама предратне Друге Пољске Републике, Чехословачке, Мађарске, Румуније, Југославије и балтичких држава. Нацисти су правили планове — који су само делимично реализовани пре пораза нацистичког режима — да уклоне Јевреје и многе словенске народе из источне Европе и населе читава подручја Немцима. Број смртних случајева који се могу приписати последицама бега и протеривања је споран, а процене се крећу од 500.000 до 2,5 милиона, према немачкој влади.
Уклањања немачког станивништва одвијала су се у три фазе које се преклапају. Прва фаза је била организована евакуација етничких Немаца од стране нацистичке владе суочене са Црвеном армијом која је напредовала, од средине 1944. до почетка 1945. Друга фаза је била неорганизовано бекство етничких Немаца непосредно после пораза Вермахта. Трећа фаза је била организованије протеривање након Потсдамског споразума који је редефинисао централноевропске границе и одобрио протеривање етничких Немаца са бивших немачких територија које су постале власништво  Пољске, Русије и Чехословачке. Многи немачки цивили су послати у концентрационе и радне логоре где су коришћени као робовска радна снага, као део немачке „репарације“ земљама источне Европе. Велика протеривања су завршена 1950. Процене укупаног број људи немачког порекла који су још увек живели у централној и источној Европи 1950. године кретале су се од 700.000 до 2,7 милиона.

## Историјска позадина
Пре Другог светског рата, источно-централна Европа генерално није имала јасно дефинисане обрисе насеља по етничким линијима. Постојала су нека подручја са етничким већином, али су постојале и велике мешовите области и обиље мањих џепова које су населиле различите етничке групе. Унутар ових подручја различитости, укључујући велике градове Централне и Источне Европе, људи различитих етничких група су вековима свакодневно комуницирали и радили, иако не увек хармонично.
Са успоном национализма у 19. веку, етничка припадност грађана постала је питање у територијалним захтевима, самоперцепцији/идентитету држава и тврдњама о етничкој супериорности. Немачко царство је увело идеју насељавања заснованог на етничкој припадности у покушају да обезбеди свој територијални интегритет. То је такође била прва модерна европска држава која је предложила трансфер становништва као средство за решавање „националних сукоба”, са намером да се Пољаци и Јевреји уклоне из пројектованог „Пограничног појаса Пољске” после Првог светског рата. На њихово место је планирано насељавање Немаца.
Након распада Аустроугарске, Руске империје и Немачког царства на крају Првог светског рата, Версајским уговором је проглашено формирање неколико независних држава у Централној и Источној Европи, на територијама које су претходно контролисале ове империјалне силе. Ниједна од новостворених држава није била етнички хомогена. После 1919. године, многи етнички Немци емигрирали су из бивших империја назад у Вајмарску Републику и Прву Аустријску Републику након што су изгубили свој привилеговани статус у тим  земљама, где су чинили мањинске заједнице. Током 1919. године етнички Немци су постали националне мањине у Пољској, Чехословачкој, Мађарској, Југославији и Румунији. У наредним годинама, нацистичка идеологија их је подстакла да траже локалну аутономију. У Немачкој током 1930-их је нацистичка пропаганда тврдила да су Немци другде били предмет прогона. Присталице нациста широм источне Европе формирали су локалне нацистичке политичке партије које је финансијски спонзорисало немачко Министарство спољних послова. Међутим, до 1939. године више од половине пољских Немаца живело је ван некадашњих немачких територија Пољске због побољшања економских прилика.

### Промене броја становника
| Географски регион         | Западнонемачка процена за 1939. годину | Подаци националног пописа 1930–31 | Смањење |
| ------------------------- | -------------------------------------- | --------------------------------- | ------- |
| Пољска (границе из 1939.) | 1.371,000                              | 741.000                           | 630.000 |
| Чехословачка              | 3.477,000                              | 3.232,000                         | 245.000 |
| Румунија                  | 786.000                                | 745.000                           | 41.000  |
| Југославија               | 536.800                                | 500.000                           | 36.800  |
| Мађарска                  | 623.000                                | 478.000                           | 145.000 |
| Низоземска                | 3.691                                  | 3.691                             | 3.500   |

- Према подацима из пописа, проценат етничких Немаца у укупном становништву био је: Пољска 2,3%; Чехословачка 22,3%; Мађарска 5,5%; Румунија 4,1% и Југославија 3,6%.[30]
- Подаци из Западне Немачке су основа која се користи за процену губитака кроз протеривање.[22]
- Западнонемачки податак за Пољску је подељен на 939.000 једнојезичних немачких и 432.000 двојезичних пољских/немачких.[31]
- Западнонемачки податак за Пољску укључује 60.000 у Транс-Олзи коју је Пољска припојила 1938. На попису из 1930. године овај крај је укључен у чехословачко становништво.[31]
- Западнонемачка анализа коју је урадио Алфред Бохман наводи да је број пољских држављана у пољским областима припојеним нацистичкој Немачкој који су се идентификовали као Немци на 709.500 плус 1.846.000 Пољака који су сматрани кандидатима за германизацију. Поред тога, било је 63.000 фолксдојча у Генералном губернаторству.[32] Мартин Бросзат је цитирао документ са различитим бројкама Волкслисте да је 1.001.000 идентификовано као Немци и 1.761.000 кандидата за германизацију.[33]
- Подаци пописа за Немце укључују и Јевреје који говоре немачки. Пољска (7.000)[34] Чешка територија не укључујући Словачку (75.000) Мађарска 10.000,[35] Југославију (10.000)[36]

Током нацистичке немачке окупације, многи грађани немачког порекла у Пољској су се регистровали у <i>Deutsche Volksliste</i>, орган Нацистичке партије. Неки су добили важне позиције у хијерархији нацистичке администрације, а неки су учествовали у нацистичким зверствима, изазивајући огорченост према говорницима немачког уопште. Ове чињенице су касније савезнички политичари искористили као једно од оправдања за протеривање Немаца. Савремени став немачке владе је да, док су ратни злочини из нацистичког доба резултирали протеривањем Немаца, смрти услед протеривања су биле неправедна.
Током немачке окупације Чехословачке, посебно након репресалија за убиство Рајнхарда Хајдриха, већина чешких група отпора захтевала је да се „немачки проблем“ реши премештањем/протеривањем. Ове захтеве усвојила је чехословачка влада у егзилу, која је тражила подршку Савезника за овај предлог, почевши од 1943. Коначан договор за трансфер Немаца постигнут је тек на Потсдамској конференцији.
Политика протјривања била је дио геополитичке и етничке реконфигурације послератне Европе. Делимично, то је била одмазда за почетак рата од стране нацистичке Немачке и учињене злочине и етничко чишћење у Европи коју су окупирали нацисти. Лидери савезника Френклин Д. Рузвелт из САД, Винстон Черчил из Уједињеног Краљевства и Јосиф Стаљин из СССР-а су се у принципу усагласили пре краја рата да ће граница територије Пољске бити померена на запад (мада колико далеко није наведено) и да је преостало етничко немачко становништво било подвргнуто протеривању. Они су уверили лидере емигрантских влада Пољске и Чехословачке, обе окупиране од стране нацистичке Немачке, у њихову подршку по овом питању.

## Разлози и правдање прогона
С обзиром на сложену историју и различите интересе победничких савезничких сила, тешко је приписати коначан скуп мотива протеривања. Одговарајући параграф Потсдамског споразума само нејасно наводи: „Три владе, након што су размотриле питање у свим његовим аспектима, признају да ће трансфер немачког становништва или његових елемената у Немачку, који су остали у Пољској, Чехословачкој и Мађарској, морати да Они су се сложили да сваки трансфер који се деси треба да се изврши на уредан и хуман начин. Главни откривени мотиви су били:
- Жеља да се створе етнички хомогене националне државе: ово неколико аутора наводи као кључни разлог за мотивисање протеривања.[42][43][44][45][46]
- Поглед на немачку мањину као на потенцијално проблематичну: Из совјетске перспективе, коју деле комунистичке администрације постављене у совјетској окупираној Европи, преостала велика немачка популација изван послератне Немачке сматрана је потенцијално проблематичном „петом колоном“ која би, због своје друштвене структуре, ометају предвиђену совјетизацију дотичних земаља.[47] Западни савезници су такође видели претњу од потенцијалне немачке „пете колоне“, посебно у Пољској након договорене компензације са бившом немачком територијом.[42] Уопштено говорећи, западни савезници су се надали да ће обезбедити трајнији мир елиминацијом немачких мањина, и сматрали су да се то може учинити на хуман начин.[42][48] Предлози пољске и чешке владе у егзилу да се етнички Немци протерају после рата добили су подршку политичара Винстона Черчила[1] и Ентонија Идна.[2][49] Савезници су их прогласили колективно кривим за немачке ратне злочине.[48][50][51]
- Совјетска политичка разматрања: Стаљин је протеривање видео као средство за стварање антагонизма између Немачке и њених источних суседа, којима би стога била потребна совјетска заштита.[52] Протеривања су имала и неколико нивоа практичног значаја.